# Балтийска малопрешленеста пясъчна змиорка
Балтийските малопрешленести пясъчни змиорки (Ammodytes tobianus) са вид актиноптери от семейство Пясъчници (Ammodytidae).
Те са недостатъчно проучен вид. Използват се за стръв.
Таксонът е описан за пръв път от Карл Линей през 1758 година.